# Lethal Alligator
Lethal Alligator (Supercroc) è un film statunitense del 2007 diretto da Scott Harper. È un B movie prodotto da The Asylum, società specializzata nelle produzioni di film a basso costo per il circuito direct-to-video. Il film è andato in onda in tv con il titolo Supercroc - Il grande predatore.

## Trama
Un gigantesco coccodrillo comincia a terrorizzare Los Angeles perché gli è stato rubato un uovo dal nido. A fronteggiare il mostruoso rettile è una squadra di esperti militari coadiuvati da due specialisti. Questi consigliano ai militari di drogare il mostro.

## Produzione
Il film fu prodotto da The Asylum, diretto da Scott Harper e girato nel lago Castiac a Santa Clarita e a Los Angeles, in California, con un budget stimato in 200.000 dollari. 
Le musiche sono firmate da Eliza Swenson. Il mostruoso coccodrillo del film rappresenta un esemplare di Sarcosuchus, un antenato estinto del coccodrillo molto più grande del rettile moderno che poteva raggiungere 12 metri di lunghezza.

## Distribuzione
Il film è stato distribuito solo in DVD negli Stati Uniti il 3 aprile 2007, in Giappone il 16 luglio 2008 ed in Italia il 22 aprile 2009.